# Pojezierze Bytowskie
Pojezierze Bytowskie (kaszb. Bëtowsczé Pòjezerzé, 314.47) – mezoregion w północno-wschodniej części Pojezierza Zachodniopomorskiego. Na północy przechodzi w Wysoczyznę Polanowską, na południu w Równinę Charzykowską i Dolinę Gwdy, na wschodzie w Pojezierze Kaszubskie i mezoregion Borów Tucholskich, na zachodzie w Pojezierze Drawskie. Rozciąga się na powierzchni około 1400 km², przy około 70 km długości wzdłuż osi wschód–zachód i około 20 km szerokości wzdłuż osi północ–południe. Pojezierze ze względu na typ mezoregionu zaliczane jest do wysoczyzn młodoglacjalnych przeważnie z jeziorami w regionie nizin i obniżeń.

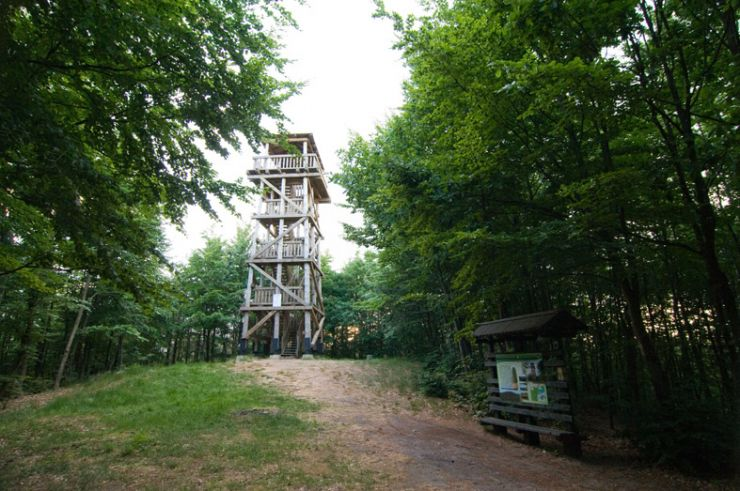
Wieża widokowa na Siemierzyckiej Górze

Mezoregion cechują najwyższe wysokości bezwzględne w makroregionie, z punktem kulminacyjnym – Siemierzycką Górą – o wysokości 256,5 m n.p.m., będącym jednocześnie najwyższym wzniesieniem Pojezierza Zachodniopomorskiego. Na południowy zachód od Miastka wznoszą się Góry Szybskie z wysokościami dochodzącymi do 236 m n.p.m. Pasmo czołowomorenowe pojezierza zbudowane jest z utworów lodowcowych, przede wszystkim glin zwałowych, o znacznej miąższości, przekraczającej miejscami 200 m. Materiał ten charakteryzuje się bardzo niską zawartością wapnia, co ma istotny wpływ na różnorodność ekologiczną i typologiczną jezior oraz szaty roślinnej.
Wysoki pas moren czołowych biegnących w obrębie mezoregionu stanowi dział wodny pomiędzy ciekami płynącymi w kierunku Morza Bałtyckiego a ciekami płynącymi na południe, do Pradoliny Toruńsko-Eberswaldzkiej. W obszarze mezoregionu źródła mają płynące w kierunku południowym Czernica i Brda oraz płynące na północ dopływy Parsęty – Perznica i Radusza, dopływy Słupi – Kamienica i Bytowa, a także Wieprza i jej dopływ Grabowa.
Według alternatywnej propozycji podziału fizycznogeograficznego autorstwa Józefa Sylwestrzaka granice Pojezierza Bytowskiego rozciągają się szerzej, obejmując większość Wysoczyzny Polanowskiej standardowego podziału Jerzego Kondrackiego.